# Chikwankal Kunta, Yelbarga
Chikwankal Kunta là một làng thuộc tehsil Yelbarga, huyện Koppal, bang Karnataka, Ấn Độ.